# 김승현 (공무원)
김승현(金勝賢, 1987년 3월 14일~)은 대한민국의 청년 사회 운동가 출신의 정치인으로, 전직 서울특별시청 지역 별정 공무원 등을 지냈다.
그는 "서울 강서 지역의 사람들과 함께 하는 김승현"이라는, 사회 운동가로서의 슬로건으로 화제를 모았다.
2018년 제7회 지선 당시 더불어민주당 서울특별시의회 시의원 예비 경선 후보 낙마 후,  2022년 제8회 지선 당시, 서울 강서구청장 선거 후보로 출마를 하였으며, 결국 낙선하였다.

## 주요 경력
- 2014.02. : 연세대학교 신학과·정치외교학과 학사 학위 취득
- 2014.3~2016.2 제19대 국회 국회의원 비서실 비서관 등(19대 국회 정무·교문위 신학용 의원실, 5급·7급·9급·인턴 등)
- 2016.2~2016.4 제20대 국회의원 총선거 충남 아산(을) 강훈식 후보 전략홍보실장
- 2016.5~2016.9 제20대 국회 국회의원 비서실 비서관(20대 국회 국토위 강훈식 의원실, 5급상당)
- 2017.4~2017.5 제19대 대통령 선거 문재인 대선 후보 정무특보
- 2018.7~2019.4 서울특별시장 비서실 정무보좌관(지역지방별정직 보좌관)
- 사회공헌인재학교 YIP(Young Innovation Party) 운영위원장(2019)
- 2019.12~2020.4 제21대 국회의원선거 서울 강서(을) 진성준후보 정책실장
- 2020.5~2021.5 국회 보좌관(21대 국회 국토위 진성준의원실,4급상당)
- 더불어민주당 정책위원회 공동부의장
- 민주연구원 객원연구위원
- 민족화해협력범국민협의회 공동부대변인
- 서울교육청 교육복지정책자문위원
- 제18·19기 민주평화통일자문회의 자문위원
- 2022년 제8회 지선 당시 서울 강서구청장 후보 낙마

## 역대 선거 결과
| 실시년도 | 선거      | 대수 | 직책   | 선거구      | 정당         | 득표수    | 득표율          | 순위 | 당락 | 비고     |
| -------- | --------- | ---- | ------ | ----------- | ------------ | --------- | --------------- | ---- | ---- | -------- |
| 2022년   | 지방 선거 | 17대 | 구청장 | 서울 강서구 | 더불어민주당 | 125,408표 | \| \| 48.69% \| | 2위  | 낙선 | 민선 8기 |
|          | 48.69%    |      |        |             |              |           |                 |      |      |          |